# Cornet (regiszter)
Kornet - orgonaregiszter. Leginkább a „Cornett” elnevezéssel találkozhatunk a romantikus orgonák diszpozícióiban. Kimondottan francia romantikus regiszter, de megjelenik a német romantikában is, így a Rieger orgonagyár diszpozícióiban. A romantikus orgonaépítészet csak erre a korra, és azóta napjainkig is alkalmazott, jellegzetes kevert regisztere. Alap-, kvint-, és tercsorokat tartalmaz, néha ezen felül tartalmazhat szeptimsort is. Általában négy sorral épült, de lehet három, öt, vagy hat soros is; de az egri bazilika orgonájában találkozunk kilenc sorossal is. Legtöbbször 4’ magasságban indul, de a kezdő sora lehet 2 2/3’, 5 1/3’ vagy 8’ is. Alapanyaga ón, szűk principál jellegű sorokat tartalmaz; hangja tömör, érces, a tercsor kölcsönözhet neki nyelves karaktert.